# Бурлаков Максим Ігорович
Максим Ігорович Бурлаков — молодший сержант Збройних Сил України, учасник російсько-української війни, що загинув у ході російського вторгнення в Україну в 2022 році.

## Життєпис
Максим Бурлаков народився 1997 року в селищі Семенівка Семенівського (з 2020 року — Семенівської селищної громади Кременчуцького району на Полтавщині. З початком повномасштабного російського вторгнення в Україну одним з перших був призваний до лав Збройних сил України. Загинув близько 3:30 22 березня 2022 року внаслідок ракетних обстрілів під час виконання бойового завдання на території Костянтинівки Донецької області разом зі своїм двоюрідним братом Дмитром Трихном. Поховали обох загиблих 27 березня 2022 року в селищі Семенівці Кременчуцького району на Полтавщині.
Батьки Дмитра Трихна, Максима Бурлакова та Олександра Івашини, які загинули за Україну, отримали 6 вересня 2022 року ордени своїх героїв.

## Родина
У загиблого залишилися мати та батько.

## Нагороди
- Орден «За мужність» III ступеня (2022, посмертно) — за особисту мужність і самовіддані дії, виявлені у захисті державного суверенітету та територіальної цілісності України, вірність військовій присязі[5].